# Nazionale maschile di football americano dell'Austria
La nazionale di football americano dell'Austria (österreichische American-Football-Nationalmannschaft) è la selezione maggiore maschile di Football americano della Federazione Austriaca di American Football, che rappresenta l'Austria nelle varie competizioni ufficiali o amichevoli riservate a squadre nazionali. È l'unica nazionale ad aver partecipato a tutti i tipi di campionato europeo organizzati: a gruppo unico (1983, 1995), gruppo A (2010, 2014), gruppo B (2009), gruppo C (2007).

## Risultati
Legenda: Grassetto: Risultato migliore, Corsivo: Mancate partecipazioni

## Dettaglio stagioni

### Amichevoli
| Stagione | Vin | Par | Per | Tot | PF | PS | avversaria |
| -------- | --- | --- | --- | --- | -- | -- | ---------- |
| 2006     | 0   | 0   | 1   | 1   | 14 | 19 | Svezia     |
| Totale   | 0   | 0   | 1   | 1   | 14 | 19 |            |

Fonte: americanfootballitalia.com

### Tornei

#### Mondiali
| Stagione | regular season | regular season | regular season | regular season | regular season | regular season | playoff | playoff | playoff | playoff | playoff | playoff       | playoff    |
|          | Vin            | Par            | Per            | Tot            | PF             | PS             | Vin     | Per     | Tot     | PF      | PS      | risultato     | avversaria |
| -------- | -------------- | -------------- | -------------- | -------------- | -------------- | -------------- | ------- | ------- | ------- | ------- | ------- | ------------- | ---------- |
| 2011     | 0              | 0              | 3              | 3              | 36             | 84             | 1       | 0       | 1       | 48      | 10      | Settimo posto | Australia  |
| Totale   | 0              | 0              | 3              | 3              | 36             | 84             | 1       | 0       | 1       | 48      | 10      |               |            |

Fonte: americanfootballitalia.com

#### Europei

##### Europeo ante-2001/Europeo A

###### Fase finale
| Stagione | regular season | regular season | regular season | regular season | regular season | regular season | playoff | playoff | playoff | playoff | playoff | playoff       | playoff    |
|          | Vin            | Par            | Per            | Tot            | PF             | PS             | Vin     | Per     | Tot     | PF      | PS      | risultato     | avversaria |
| -------- | -------------- | -------------- | -------------- | -------------- | -------------- | -------------- | ------- | ------- | ------- | ------- | ------- | ------------- | ---------- |
| 1983     | 0              | 0              | 1              | 1              | 0              | 87             | 0       | 1       | 1       | 0       | 72      | Quinto posto  | Francia    |
| 1995     | -              | -              | -              | -              | -              | -              | 1       | 1       | 2       | 24      | 30      | Terzo posto   | Ucraina    |
| 2010     | 1              | 0              | 1              | 2              | 50             | 29             | 1       | 0       | 1       | 30      | 0       | Terzo posto   | Svezia     |
| 2014     | 2              | 0              | 0              | 2              | 77             | 16             | 0       | 1       | 1       | 27      | 30      | Secondo posto | Svezia     |
| 2018     | 2              | 0              | 0              | 2              | 81             | 18             | 0       | 1       | 1       | 14      | 28      | Secondo posto | Francia    |
| 2021     | -              | -              | -              | -              | -              | -              | 1       | 1       | 2       | 86      | 31      | Quinto posto  | Danimarca  |
| 2023     | -              | -              | -              | -              | -              | -              | 2       | 0       | 2       | 52      | 14      | Campioni      | Finlandia  |
| Totale   | 5              | 0              | 2              | 7              | 208            | 63             | 5       | 5       | 10      | 233     | 205     |               |            |

Fonte: americanfootballitalia.com

###### Qualificazioni
| Stagione | regular season | regular season | regular season | regular season | regular season | regular season | playoff | playoff | playoff | playoff | playoff | playoff   | playoff    |
|          | Vin            | Par            | Per            | Tot            | PF             | PS             | Vin     | Per     | Tot     | PF      | PS      | risultato | avversaria |
| -------- | -------------- | -------------- | -------------- | -------------- | -------------- | -------------- | ------- | ------- | ------- | ------- | ------- | --------- | ---------- |
| 1987     | -              | -              | -              | -              | -              | -              | 1       | 1       | 2       | ?       | ?       |           | Svizzera   |
| 1990     | -              | -              | -              | -              | -              | -              | 1       | 0       | 1       | 30      | 0       |           | Belgio     |
| 1991     | -              | -              | -              | -              | -              | -              | 0       | 1       | 1       | 7       | 35      |           | Francia    |
| 1998     | -              | -              | -              | -              | -              | -              | 0       | 1       | 1       | 0       | 42      |           | Germania   |
| 2001     | -              | -              | -              | -              | -              | -              | 0       | 1       | 1       | 13      | 27      |           | Finlandia  |
| 2019     | 1              | 0              | 1              | 2              | 80             | 21             | -       | -       | -       | -       | -       |           | -          |
| 2022     | 2              | 0              | 0              | 2              | 76             | 7              | -       | -       | -       | -       | -       |           | -          |
| 2024     | 2              | 0              | 0              | 2              | 136            | 3              | -       | -       | -       | -       | -       |           | -          |
| Totale   | 5              | 0              | 1              | 6              | 292            | 31             | 2       | 4       | 8       | 50+?    | 104+?   |           |            |

Fonte: americanfootballitalia.com

##### Europeo B
| Stagione | regular season | regular season | regular season | regular season | regular season | regular season | playoff | playoff | playoff | playoff | playoff | playoff   | playoff    |
|          | Vin            | Par            | Per            | Tot            | PF             | PS             | Vin     | Per     | Tot     | PF      | PS      | risultato | avversaria |
| -------- | -------------- | -------------- | -------------- | -------------- | -------------- | -------------- | ------- | ------- | ------- | ------- | ------- | --------- | ---------- |
| 2009     | 2              | 0              | 1              | 3              | 104            | 1              | 1       | 0       | 3       | 42      | 0       | Campione  | Danimarca  |
| Totale   | 2              | 0              | 1              | 3              | 104            | 1              | 1       | 0       | 3       | 42      | 0       |           |            |

Fonte: americanfootballitalia.com

##### Europeo C
| Stagione | regular season | regular season | regular season | regular season | regular season | regular season | playoff | playoff | playoff | playoff | playoff | playoff   | playoff    |
|          | Vin            | Par            | Per            | Tot            | PF             | PS             | Vin     | Per     | Tot     | PF      | PS      | risultato | avversaria |
| -------- | -------------- | -------------- | -------------- | -------------- | -------------- | -------------- | ------- | ------- | ------- | ------- | ------- | --------- | ---------- |
| 2007     | 2              | 0              | 1              | 3              | 94             | 10             | 1       | 0       | 1       | 41      | 8       | Campione  | Norvegia   |
| Totale   | 2              | 0              | 1              | 3              | 94             | 10             | 1       | 0       | 1       | 41      | 8       |           |            |

Fonte: americanfootballitalia.com

#### Charity Bowl
| Stagione | regular season | regular season | regular season | regular season | regular season | regular season | playoff | playoff | playoff | playoff | playoff | playoff       | playoff                      |
|          | Vin            | Par            | Per            | Tot            | PF             | PS             | Vin     | Per     | Tot     | PF      | PS      | risultato     | avversaria                   |
| -------- | -------------- | -------------- | -------------- | -------------- | -------------- | -------------- | ------- | ------- | ------- | ------- | ------- | ------------- | ---------------------------- |
| 2010     |                |                |                |                |                |                | 1       | 0       | 1       | 7       | 0       | Campione      | Augustana Vikings            |
| 2011     |                |                |                |                |                |                | 0       | 1       | 1       | 34      | 35      | Secondo posto | RHIT Fightin' Engineers      |
| 2014     |                |                |                |                |                |                | 1       | 0       | 1       | 21      | 14      | Campione      | Claremont-Mudd-Scripps Stags |
| Totale   |                |                |                |                |                |                | 2       | 1       | 3       | 62      | 49      |               |                              |

Fonte: americanfootballitalia.com

### Riepilogo partite disputate
| Anno              | Luogo                    | Evento            | Fase del torneo          | Incontro                               | Risultato |
| 24 luglio 1983    | Castel Giorgio           | Europeo           | Primo turno              | Italia - Austria                       | 87 - 0    |
| 1983              | Castel Giorgio           | Europeo           | Spareggio                | Francia - Austria                      | 72 - 0    |
| 1987              | ?                        | Europeo           | Qualificazioni           | Austria - Svizzera                     | ? - ?     |
| 1987              | ?                        | Europeo           | Qualificazioni           | Svizzera - Austria                     | ? - ?     |
| 1990              | ?                        | Europeo           | Qualificazioni           | Belgio - Austria                       | 0 - 30    |
| 1991              | Vienna                   | Europeo           | Qualificazioni           | Austria - Francia                      | 7 - 35    |
| 1995              | Klagenfurt am Wörthersee | Europeo           | Semifinale               | Austria - Italia                       | 6 - 30    |
| 1995              | ?                        | Europeo           | Finale 3º - 4º posto     | Austria - Ucraina                      | 18 - 0    |
| 1998              | ?                        | Europeo           | Qualificazioni           | Austria - Germania                     | 0 - 42    |
| 2001              | Vienna                   | Europeo           | Qualificazioni           | Austria - Finlandia                    | 13 - 27   |
| 2006              | Wolfsberg                | Amichevole        |                          | Austria - Svezia                       | 14 - 19   |
| 2007              | Wolfsberg                | Europeo C         | Girone                   | Austria - Serbia                       | 59 - 3    |
| 2007              | Wolfsberg                | Europeo C         | Girone                   | Svizzera - Austria                     | 7 - 35    |
| 2007              | Vienna                   | Europeo C         | Finale                   | Austria - Norvegia                     | 41 - 8    |
| 2009              | Wolfsberg                | Europeo B         | Girone                   | Austria - Italia                       | 34 - 3    |
| 2009              | Wolfsberg                | Europeo B         | Girone                   | Austria - Spagna                       | 70 - 0    |
| 2009              | Wolfsberg                | Europeo B         | Finale                   | Austria - Danimarca                    | 42 - 0    |
| 2010              | Vienna                   | Charity Bowl XII  |                          | Austria - Augustana Vikings            | 7 - 0     |
| 2010              | Francoforte sul Meno     | Europeo A         | Girone                   | Germania - Austria                     | 22 - 20   |
| 2010              | Wiesbaden                | Europeo A         | Girone                   | Austria - Finlandia                    | 30 - 7    |
| 2010              | Francoforte sul Meno     | Europeo A         | Finale 3º - 4º posto     | Svezia - Austria                       | 0 - 30    |
| 2011              | Vienna                   | Charity Bowl XIII |                          | Austria - RHIT Fightin' Engineers      | 34 - 35   |
| 2011              | Graz                     | Mondiale          | Girone                   | Austria - Giappone                     | 6 - 24    |
| 2011              | Graz                     | Mondiale          | Girone                   | Canada - Austria                       | 36 - 14   |
| 2011              | Graz                     | Mondiale          | Girone                   | Austria - Francia                      | 16 - 24   |
| 2011              | Vienna                   | Mondiale          | Finale 7º - 8º posto     | Australia - Austria                    | 10 - 48   |
| 2014              | Vienna                   | Charity Bowl XVI  |                          | Austria - Claremont-Mudd-Scripps Stags | 21 - 14   |
| 2014              | Graz                     | Europeo A         | Girone                   | Austria - Danimarca                    | 49 - 7    |
| 2014              | Graz                     | Europeo A         | Girone                   | Francia - Austria                      | 9 - 28    |
| 2014              | Vienna                   | Europeo A         | Finale                   | Germania - Austria                     | 30 - 27   |
| 2018              | Vantaa                   | Europeo           | Girone                   | Danimarca - Austria                    | 15 - 40   |
| 2018              | Vantaa                   | Europeo           | Girone                   | Austria - Svezia                       | 41 - 3    |
| 2018              | Vantaa                   | Europeo           | Finale                   | Austria - Francia                      | 14 - 28   |
| 21 settembre 2019 | Coira                    | Europeo A         | Qualificazioni           | Svizzera - Austria                     | 0 - 66    |
| 6 ottobre 2019    | Vienna                   | Europeo A         | Qualificazioni           | Austria - Italia                       | 14 - 21   |
| 8 agosto 2021     | Vienna                   | Europeo A         | Semifinale 5º - 8º posto | Austria - Serbia                       | 48 - 6    |
| 30 ottobre 2021   | Gladsaxe                 | Europeo A         | Finale 5º - 6º posto     | Danimarca - Austria                    | 25 - 38   |
| 9 ottobre 2022    | Marsiglia                | Europeo A         | Qualificazioni           | Francia - Austria                      | 7 - 35    |
| 23 ottobre 2022   | Vienna                   | Europeo A         | Qualificazioni           | Austria - Ungheria                     | 41 - 0    |
| 6 agosto 2023     | Innsbruck                | Europeo A         | Semifinale               | Austria - Italia                       | 24 - 14   |
| 28 ottobre 2023   | Sankt Pölten             | Europeo A         | Finale                   | Austria - Finlandia                    | 28 - 0    |
| 12 ottobre 2024   | Budapest                 | Europeo A         | Qualificazioni           | Ungheria - Austria                     | 3 - 58    |
| 27 ottobre 2024   | Salisburgo               | Europeo A         | Qualificazioni           | Austria - Serbia                       | 78 - 0    |
| 25 ottobre 2025   | Krefeld                  | Europeo A         | Semifinale               | Austria - Germania                     |           |

## Confronti con le altre Nazionali
Questi sono i saldi dell'Austria nei confronti delle Nazionali incontrate.

### Saldo positivo
| Nazionale | Giocate | Vinte | Pareggiate | Perse | PF      | PS    | Ultima vittoria | Ultimo pari | Ultima sconfitta |
| --------- | ------- | ----- | ---------- | ----- | ------- | ----- | --------------- | ----------- | ---------------- |
| Danimarca | 4       | 4     | 0          | 0     | 169     | 47    | 2021            | -           | -                |
| Serbia    | 3       | 3     | 0          | 0     | 185     | 9     | 2024            | -           | -                |
| Ungheria  | 2       | 2     | 0          | 0     | 99      | 3     | 2024            | -           | -                |
| Spagna    | 1       | 1     | 0          | 0     | 70      | 0     | 2009            | -           | -                |
| Australia | 1       | 1     | 0          | 0     | 48      | 10    | 2011            | -           | -                |
| Norvegia  | 1       | 1     | 0          | 0     | 41      | 8     | 2007            | -           | -                |
| Belgio    | 1       | 1     | 0          | 0     | 30      | 0     | 1990            | -           | -                |
| Ucraina   | 1       | 1     | 0          | 0     | 18      | 0     | 1995            | -           | -                |
| Svizzera  | 4       | 3     | 0          | 1     | 101 + ? | 7 + ? | 2019            | ?           | 1987             |
| Svezia    | 3       | 2     | 0          | 1     | 85      | 22    | 2018            | -           | 2006             |
| Finlandia | 3       | 2     | 0          | 1     | 70      | 34    | 2023            | -           | 2001             |

### Saldo negativo
| Nazionale | Giocate | Vinte | Pareggiate | Perse | PF  | PS  | Ultima vittoria | Ultimo pari | Ultima sconfitta |
| --------- | ------- | ----- | ---------- | ----- | --- | --- | --------------- | ----------- | ---------------- |
| Italia    | 5       | 2     | 0          | 3     | 78  | 155 | 2023            | -           | 2019             |
| Francia   | 6       | 2     | 0          | 4     | 100 | 175 | 2022            | -           | 2018             |
| Giappone  | 1       | 0     | 0          | 1     | 6   | 24  | -               | -           | 2011             |
| Canada    | 1       | 0     | 0          | 1     | 14  | 36  | -               | -           | 2011             |
| Germania  | 3       | 0     | 0          | 3     | 47  | 94  | -               | -           | 2014             |

## Roster storici
| Roster dell'Austria - Mondiale 2011 |
| --- |
| Quarterback - Christoph Gross - Thomas Haider Running Back - Harald Egger - Florian Grein - Florian Hiess - Mario Nerad Wide Receiver - Thimothee Bach - Jakob Dieplinger - Maximilian Herdey - Wolfrum Hofbauer - Stefan Holzinger - Armando Ponce de Leon - Andreas Pröller - Daniel Stanzel Offensive Linemen - Norbert Baumberger - Robert Dragotinits - Valentin Gruber - Michael Habetin - Bernd Leitsoni - Alexander Milanovic - Michael Pribyl - Thomas Tippold Defensive Linemen - Florian Grünsteidl - Johannes Kain - Michael Kühnmeyer - Roman Meklau - Armin Novidi - Mario Rinner - Alexander Tahiri Linebacker - Simon Blach - Alexander Cucek - Andreas Düringer - Florian Hueter - Dustin Illetschko - Christoph Schilcher - Michael Suess - Philip Stojaspal Defensive Back - Daniel Auböck - Markus Krause - Johannes Neusser - Christof Promitzer - Christoph Putz - Manuel Schneeweiss - Christoph Schreiner - Peter Tutsh Special Team - Peter Kramberger K/P Roster aggiornato al 8 novembre 2024 |

| Roster dell'Austria - Austria-Serbia semifinale 5º - 8º posto Europeo 2021 |
| --- |
| Quarterback - 7 Nico Hrouda - 15 Alexander Thury - 17 Benjamin Bräuer Running Back - 11 Romed Zangerle - 24 Lukas Haslwanter - 26 Florian Wegan - 27 Leon Steiner Wide Receiver - 1 Jan Grischenig - 10 Philipp Haun - 12 Alexander Reischl - 14 Yannick Mayr - 81 Noah Toure - 82 Felix Reisacher - 89 Florian Bierbaumer Tight End - 84 Richard Weber - 85 Lukas Gold - 87 Rudolf Lee Frey Offensive Linemen - 54 Clemens Walz - 58 Georg Marx - 62 Daniel Fankhauser - 64 Maximilian Fleck - 65 Benjamin Bierbaumer - 66 Michael Hinterwirth Haider - 67 Benjamin Rab - 69 Lukas Holub - 77 David Rauter Defensive Linemen - 45 Nicolas Melcher - 48 Felix Macher - 50 Simon Wulz - 59 Maximilian Müllner - 90 Manuel Jovic - 91 Karl Leitl - 95 Florian Sudi - 98 Oskar Kranich Linebacker - 5 Nikolaus Terlitza - 8 Lucky Ogbevoen - 9 Florian Probst - 20 Patrick Pilger - 30 Thomas Schnurrer - 42 Moriz Elmauthaler - 49 Alexander Watholowitsch - 55 Julian Perfler Defensive Back - 3 Benjamin Straight - 16 Arno Schwarz - 31 Leonhard Gerner - 32 Luis Horvath - 33 Florian Jobst - 34 Nikolaus Huszar - 35 Jan Mayerhofer - 43 Christoph Kellner Special Team Roster aggiornato al 20 maggio 2025 Coaching staff OC Ivan Zivko · DC Chris Calaycay · ST Coord. Kevin Herron |

| Roster dell'Austria - Austria-Italia semifinale Europeo 2023 |
| --- |
| Quarterback - 12 Alexander Reischl - 15 Alexander Thury Running Back - 24 Lukas Haslwanter - 25 Tobias Bonatti - 26 Florian Wegan - 47 Daniel Schönet Wide Receiver - 6 Adrian Platzgummer - 9 Anton Wegan - 10 Philipp Haun - 13 Michael Schachermayr - 14 Yannick Mayr - 17 Felix Reitter - 89 Florian Bierbaumer Tight End - 84 Richard Weber - 87 Markus Schaberl Offensive Linemen - 58 Clemens Walz - 62 Daniel Fankhauser - 65 Jeffrey Asare - 66 Michael Hinterwirth Haider - 67 Benjamin Rab - 75 Lukas Holub Defensive Linemen - 5 Jan-Phillip Bombek - 8 Oskar Kranich - 77 David Rauter - 90 Leon Balogh - 93 Daniel Pozarek - 95 Florian Sudi - 96 Maximilian Müllner - 97 Bernhard Mosor Linebacker - 0 Noel Swancar - 1 Ruben Seeber - 11 Precious Ogbevoen - 49 Alexander Watholowitsch Defensive Back - 2 Christoph Nitzlnader - 3 Benjamin Straight - 4 Paul Schachner - 20 Patrick Pilger - 21 Leonhard Gerner - 22 Christoph Kellner - 23 Jan Mayerhofer - 31 Matthias Rebl - 32 Luis Horvath - 34 Nikolaus Huszar - 35 Vincent Müller Special Team - 16 Arno Schwarz K Roster aggiornato al 8 novembre 2024 |